# Thể thao điện tử tại Đại hội Thể thao châu Á 2022
Thể thao điện tử sẽ là một trong những bộ môn được thi đấu tại Đại hội Thể thao châu Á 2022 và được tổ chức tại thành phố Hàng Châu, Trung Quốc từ ngày 24 tháng 9 năm 2023 đến ngày 02 tháng 10 năm 2023. Đây sẽ là lần đầu tiên Thể thao điện tử trở thành một bộ môn tranh huy chương chính thức tại Đại hội Thể thao châu Á và là lần thứ 4 được tổ chức tại một Sự kiện thể thao nhiều bộ môn với lần cuối tổ chức tại Đại hội Thể thao Đông Nam Á 2019 ở Philippines, Đại hội Thể thao Đông Nam Á 2021 ở Việt Nam và Đại hội Thể thao Đông Nam Á 2023 ở Campuchia. Tại Đại hội Thể thao châu Á 2018 được tổ chức tại Jakarta, Indonesia, năm bộ môn được đưa vào thành các nội dung trình diễn. Tại Đại hội Thể thao châu Á 2022 sẽ có tổng cộng 7 nội dung tranh huy chương và 2 nội dung trình diễn.

## Các bộ môn thi đấu
Thể thao điện tử đã được giới thiệu tại Đại hội Thể thao châu Á 2018 như là một Thể thao biểu diễn, do vậy, các huy chương giành được trong môn thể thao này sẽ không được tính vào tổng số huy chương chính thức. Tại Đại hội Thể thao châu Á 2022, có tổng cộng 8 bộ môn tranh huy chương trong Thể thao điện tử và 2 bộ môn biểu diễn là Robot and VR. Thể thao điện tử sẽ nằm trong hạng mục thể thao trí tuệ.
AliSports, bộ phận thể thao của Công ty công nghệ đa quốc gia Trung Quốc, Tập đoàn Alibaba, đã hợp tác với Hội đồng Olympic châu Á để tổ chức Thể thao điện tử tại Đại hội Thể thao châu Á.
Tháng 3 năm 2023, Hội đồng Olympic châu Á đã thông qua quyết định loại bỏ Hearthstone khỏi danh sách các sự kiện do đóng cửa dịch vụ của Blizzard tại Trung Quốc đại lục.

### Danh sách những bộ môn thi đấu[7][8]

#### Bộ môn tranh huy chương
- PUBG Mobile (phiên bản Đại hội Thể thao châu Á)
- Dota 2
- Hearthstone
- Liên Minh Huyền Thoại
- Dream Three Kingdoms 2
- FIFA Online 4 (đổi tên thành EA Sports FC Online vào ngày 22 tháng 9)
- Street Fighter V
- Liên Quân Mobile (phiên bản Đại hội Thể thao châu Á, tựa game Vương giả vinh diệu)

#### Bộ môn biểu diễn
- AESF Robot
- AESF Thể thao Thực tế ảo

## Chương trình thi đấu
| VB / VL | Vòng bảng / Vòng loại | TK | Tứ kết | BK | Bán kết | HCĐ | Tranh huy chương đồng | CK | Chung kết |

| NgàyBộ môn             | CN 24/09 | CN 24/09 | Thứ 2 25/09 | Thứ 3 26/09 | Thứ 3 26/09 | Thứ 4 27/09 | Thứ 5 28/09 | Thứ 6 29/09 | Thứ 6 29/09 | Thứ 7 30/09 | Thứ 7 30/09 | CN 01/10 | Thứ 2 02/10 | Thứ 2 02/10 |
| ---------------------- | -------- | -------- | ----------- | ----------- | ----------- | ----------- | ----------- | ----------- | ----------- | ----------- | ----------- | -------- | ----------- | ----------- |
| Liên Minh Huyền Thoại  |          |          | VB          | VB          | VB          | TK          | BK          | HCĐ         | CK          |             |             |          |             |             |
| Liên Quân              | VB       | TK       | BK          | HCĐ         | CK          |             |             |             |             |             |             |          |             |             |
| EA Sports FC Online    | VL       | VL       | VL          |             |             | CK          |             |             |             |             |             |          |             |             |
| Street Fighter V       |          |          |             | VL          | VL          | VL          | CK          |             |             |             |             |          |             |             |
| Dream Three Kingdoms 2 |          |          |             |             |             | VB          | TK          | BK          | BK          | HCĐ         | CK          |          |             |             |
| PUBG Mobile            |          |          |             |             |             | VL          | VB          | TK          | TK          | BK          | BK          | CK       |             |             |
| DOTA 2                 |          |          |             |             |             |             |             | VB          | VB          | TK          | TK          | BK       | HCĐ         | CK          |

## Địa điểm
Tất cả các bộ môn Thể thao điện tử tại Đại hội Thể thao châu Á 2022 sẽ được tổ chức tại Trung tâm Thể thao điện tử quận Hạ Thành, sau được đổi tên thành Trung tâm Thể thao điện tử Hàng Châu.
Trung tâm khởi công xây dựng ngày 24 tháng 9 năm 2020, và chính thức đi vào hoạt động ngày 15 tháng 3 năm 2022. Trung tâm có diện tích 80,000 m2 và sẽ có tổng cộng 4,087 chỗ ngồi.

## Lịch thi đấu
| Ngày                | Giờ         | Sự kiện                            | Giai đoạn                     | VS          | Địa điểm         |
| ------------------- | ----------- | ---------------------------------- | ----------------------------- | ----------- | ---------------- |
| Chủ nhật 24 tháng 9 | 9:00 - 9:40 | Liên Quân                          | Bảng A Vòng 1 BO1             | A1 vs A2    | Sân khấu chính   |
| Chủ nhật 24 tháng 9 | 9:00 - 9:40 | Liên Quân                          | Bảng A Vòng 1 BO1             | A3 vs A4    | Sân khấu 1 Annex |
| Chủ nhật 24 tháng 9 | 9:00 - 9:40 | Liên Quân                          | Bảng B Vòng 1 BO1             | B1 vs B2    | Sân khấu 2 Annex |
| Chủ nhật 24 tháng 9 | 9:00-10:30  | EA Sports FC Online                | Vòng 1 BO3                    | 4 trận      | Sân khấu 4 Annex |
| Chủ nhật 24 tháng 9 | 10:00-10:40 | Liên Quân                          | Bảng A Vòng 2 BO1             | A1 vs A3    | Sân khấu chính   |
| Chủ nhật 24 tháng 9 | 10:00-10:40 | Liên Quân                          | Bảng A Vòng 2 BO1             | A2 vs A4    | Sân khấu 1 Annex |
| Chủ nhật 24 tháng 9 | 10:00-10:40 | Liên Quân                          | Bảng B Vòng 1 BO1             | B1 vs B3    | Sân khấu 2 Annex |
| Chủ nhật 24 tháng 9 | 11:00-11:40 | Liên Quân                          | Bảng A Vòng 3 BO1             | A1 vs A4    | Sân khấu chính   |
| Chủ nhật 24 tháng 9 | 11:00-11:40 | Liên Quân                          | Bảng A Vòng 3 BO1             | A2 vs A3    | Sân khấu 1 Annex |
| Chủ nhật 24 tháng 9 | 11:00-11:40 | Liên Quân                          | Bảng B Vòng 1 BO1             | B2 vs B3    | Sân khấu 2 Annex |
| Chủ nhật 24 tháng 9 | 10:30-12:00 | EA Sports FC Online                | 16 đội thắng trong 32 đội BO3 | 8 trận      | Sân khấu 3 Annex |
| Chủ nhật 24 tháng 9 | 10:30-12:00 | EA Sports FC Online                | 16 đội thua trong 32 đội BO3  | 8 trận      | Sân khấu 4 Annex |
| Chủ nhật 24 tháng 9 | 14:00-14:40 | Liên Quân                          | Bảng C Vòng 1 BO1             | C1 vs C2    | Sân khấu chính   |
| Chủ nhật 24 tháng 9 | 14:00-14:40 | Liên Quân                          | Bảng D Vòng 1 BO1             | D1 vs D2    | Sân khấu 2 Annex |
| Chủ nhật 24 tháng 9 | 15:00-15:40 | Liên Quân                          | Bảng C Vòng 1 BO1             | C1 vs C3    | Sân khấu chính   |
| Chủ nhật 24 tháng 9 | 15:00-15:40 | Liên Quân                          | Bảng D Vòng 1 BO1             | D1 vs D3    | Sân khấu 2 Annex |
| Chủ nhật 24 tháng 9 | 16:00-16:40 | Liên Quân                          | Bảng C Vòng 1 BO1             | C2 vs C3    | Sân khấu chính   |
| Chủ nhật 24 tháng 9 | 16:00-16:40 | Liên Quân                          | Bảng D Vòng 1 BO1             | D2 vs D3    | Sân khấu 2 Annex |
| Chủ nhật 24 tháng 9 | 14:00-15:30 | EA Sports FC Online                | Nhánh thắng Vòng 1 BO3        | 8 trận      | Sân khấu 3 Annex |
| Chủ nhật 24 tháng 9 | 14:00-15:30 | EA Sports FC Online                | Nhánh thua Vòng 1 BO3         | 8 trận      | Sân khấu 4 Annex |
| Chủ nhật 24 tháng 9 | 15:30-17:00 | EA Sports FC Online                | Nhánh thắng Vòng 2 BO3        | 4 trận      | Sân khấu 3 Annex |
| Chủ nhật 24 tháng 9 | 15:30-17:00 | EA Sports FC Online                | Nhánh thua Vòng 2 BO3         | 8 trận      | Sân khấu 4 Annex |
| Chủ nhật 24 tháng 9 | 19:00-21:00 | Liên Quân                          | Tứ kết BO3                    | 1 trận      | Sân khấu chính   |
| Chủ nhật 24 tháng 9 | 19:00-21:00 | Liên Quân                          | Tứ kết BO3                    | 1 trận      | Sân khấu 1 Annex |
| Chủ nhật 24 tháng 9 | 19:00-21:00 | Liên Quân                          | Tứ kết BO3                    | 1 trận      | Sân khấu 2 Annex |
| Chủ nhật 24 tháng 9 | 19:00-21:00 | Liên Quân                          | Tứ kết BO3                    | 1 trận      | Sân khấu 3 Annex |
| Chủ nhật 24 tháng 9 | 19:00-20:30 | EA Sports FC Online                | Nhánh thắng Vòng 3 BO3        | 2 trận      | Sân khấu 4 Annex |
| Chủ nhật 24 tháng 9 | 19:00-20:30 | EA Sports FC Online                | Nhánh thua Vòng 3 BO3         | 4 trận      | Sân khấu 4 Annex |
| Chủ nhật 24 tháng 9 | 20:30-22:00 | EA Sports FC Online                | Nhánh thua Vòng 4 BO3         | 4 trận      | Sân khấu 4 Annex |
| Thứ 2 25 tháng 9    | 9:00-11:00  | Liên Quân                          | Bán kết BO3                   | 1 trận      | Sân khấu chính   |
| Thứ 2 25 tháng 9    | 9:00-10:30  | EA Sports FC Online                | Nhánh thua Vòng 5 BO3         | 2 trận      | Sân khấu 4 Annex |
| Thứ 2 25 tháng 9    | 9:00-9:50   | Liên Minh Huyền Thoại              | Bảng A Vòng 1 BO1             | A1 vs A2    | Sân khấu 1 Annex |
| Thứ 2 25 tháng 9    | 9:00-9:50   | Liên Minh Huyền Thoại              | Bảng A Vòng 1 BO1             | A3 vs A4    | Sân khấu 2 Annex |
| Thứ 2 25 tháng 9    | 10:10-11:00 | Liên Minh Huyền Thoại              | Bảng A Vòng 2 BO1             | A1 vs A3    | Sân khấu 1 Annex |
| Thứ 2 25 tháng 9    | 10:10-11:00 | Liên Minh Huyền Thoại              | Bảng A Vòng 2 BO1             | A2 vs A4    | Sân khấu 2 Annex |
| Thứ 2 25 tháng 9    | 11:20-12:10 | Liên Minh Huyền Thoại              | Bảng A Vòng 3 BO1             | A1 vs A4    | Sân khấu 1 Annex |
| Thứ 2 25 tháng 9    | 11:20-12:10 | Liên Minh Huyền Thoại              | Bảng A Vòng 3 BO1             | A2 vs A3    | Sân khấu 2 Annex |
| Thứ 2 25 tháng 9    | 10:30-12:00 | EA Sports FC Online                | Nhánh thua Vòng 6 BO3         | 2 trận      | Sân khấu 4 Annex |
| Thứ 2 25 tháng 9    | 14:00-16:00 | Liên Quân                          | Bán kết BO3                   | 2 trận      | Sân khấu chính   |
| Thứ 2 25 tháng 9    | 14:00-14:50 | Liên Minh Huyền Thoại              | Bảng B Vòng 1 BO1             | B1 vs B2    | Sân khấu 3 Annex |
| Thứ 2 25 tháng 9    | 15:10-14:50 | Liên Minh Huyền Thoại              | Bảng B Vòng 1 BO1             | B1 vs B3    | Sân khấu 3 Annex |
| Thứ 2 25 tháng 9    | 16:10-17:00 | Liên Minh Huyền Thoại              | Bảng B Vòng 1 BO1             | B2 vs B3    | Sân khấu 3 Annex |
| Thứ 2 25 tháng 9    | 19:00-20:30 | EA Sports FC Online                | Nhánh thua Vòng 7 BO3         | 1 trận      | Sân khấu chính   |
| Thứ 2 25 tháng 9    | 20:30-22:00 | EA Sports FC Online                | Nhánh thắng Chung kết BO3     | 1 trận      | Sân khấu chính   |
| Thứ 3 26 tháng 9    | 9:00-9:30   | Street Fighter V: Champion Edition | Vòng 1 BO3                    | 1 trận      | Sân khấu 3 Annex |
| Thứ 3 26 tháng 9    | 9:00-9:50   | Liên Minh Huyền Thoại              | Bảng C Vòng 1 BO1             | C1 vs C2    | Sân khấu chính   |
| Thứ 3 26 tháng 9    | 9:00-9:50   | Liên Minh Huyền Thoại              | Bảng D Vòng 1 BO1             | D1 vs D2    | Sân khấu 2 Annex |
| Thứ 3 26 tháng 9    | 9:50-10:20  | Street Fighter V: Champion Edition | 16 đội thắng trong 32 đội BO3 | 8 trận      | Sân khấu 3 Annex |
| Thứ 3 26 tháng 9    | 9:50-10:20  | Street Fighter V: Champion Edition | 16 đội thua trong 32 đội BO3  | 8 trận      | Sân khấu 4 Annex |
| Thứ 3 26 tháng 9    | 10:40-11:10 | Street Fighter V: Champion Edition | Nhánh thắng Vòng 1 BO3        | 8 trận      | Sân khấu 3 Annex |
| Thứ 3 26 tháng 9    | 10:40-11:10 | Street Fighter V: Champion Edition | Nhánh thua Vòng 1 BO3         | 8 trận      | Sân khấu 4 Annex |
| Thứ 3 26 tháng 9    | 10:10-11:00 | Liên Minh Huyền Thoại              | Bảng C Vòng 1 BO1             | C1 vs C3    | Sân khấu chính   |
| Thứ 3 26 tháng 9    | 10:10-11:00 | Liên Minh Huyền Thoại              | Bảng D Vòng 1 BO1             | D1 vs D3    | Sân khấu 2 Annex |
| Thứ 3 26 tháng 9    | 11:30-12:00 | Street Fighter V: Champion Edition | Nhánh thắng Vòng 2 BO3        | 4 trận      | Sân khấu 3 Annex |
| Thứ 3 26 tháng 9    | 11:30-12:00 | Street Fighter V: Champion Edition | Nhánh thua Vòng 2 BO3         | 8 trận      | Sân khấu 4 Annex |
| Thứ 3 26 tháng 9    | 11:10-12:00 | Liên Minh Huyền Thoại              | Bảng C Vòng 1 BO1             | C2 vs C3    | Sân khấu chính   |
| Thứ 3 26 tháng 9    | 11:10-12:00 | Liên Minh Huyền Thoại              | Bảng D Vòng 1 BO1             | D2 vs D3    | Sân khấu 2 Annex |
| Thứ 3 26 tháng 9    | 14:00-16:00 | Liên Quân                          | Huy chương Đồng BO3           | 1 trận      | Sân khấu chính   |
| Thứ 3 26 tháng 9    | 14:00-14:30 | Street Fighter V: Champion Edition | Nhánh thắng Vòng 3 BO3        | 2 trận      | Sân khấu 3 Annex |
| Thứ 3 26 tháng 9    | 14:00-14:30 | Street Fighter V: Champion Edition | Nhánh thua Vòng 3 BO3         | 4 trận      | Sân khấu 3 Annex |
| Thứ 3 26 tháng 9    | 14:50-15:20 | Street Fighter V: Champion Edition | Nhánh thua Vòng 4 BO3         | 4 trận      | Sân khấu 3 Annex |
| Thứ 3 26 tháng 9    | 15:40-16:10 | Street Fighter V: Champion Edition | Nhánh thua Vòng 5 BO3         | 2 trận      | Sân khấu 3 Annex |
| Thứ 3 26 tháng 9    | 16:30-17:00 | Street Fighter V: Champion Edition | Nhánh thua Vòng 6 BO3         | 2 trận      | Sân khấu 3 Annex |
| Thứ 3 26 tháng 9    | 19:00-21:00 | Liên Quân                          | Chung kết BO3                 | 1 trận      | Sân khấu chính   |
| Thứ 4 27 tháng 9    | 9:00-12:00  | Liên Minh Huyền Thoại              | Tứ kết BO3                    | 1 trận      | Sân khấu chính   |
| Thứ 4 27 tháng 9    | 9:00-12:00  | Liên Minh Huyền Thoại              | Tứ kết BO3                    | 1 trận      | Sân khấu 2 Annex |
| Thứ 4 27 tháng 9    | 9:00-9:50   | Dream Three Kingdoms 2             | Bảng A Vòng 1 BO1             | A1 vs A2    | Sân khấu 1 Annex |
| Thứ 4 27 tháng 9    | 9:00-9:50   | Dream Three Kingdoms 2             | Bảng B Vòng 1 BO1             | B1 vs B2    | Sân khấu 3 Annex |
| Thứ 4 27 tháng 9    | 9:00-9:50   | Dream Three Kingdoms 2             | Bảng C Vòng 1 BO1             | C1 vs C2    | Sân khấu 4 Annex |
| Thứ 4 27 tháng 9    | 10:10-11:00 | Dream Three Kingdoms 2             | Bảng A Vòng 1 BO1             | A1 vs A3    | Sân khấu 1 Annex |
| Thứ 4 27 tháng 9    | 10:10-11:00 | Dream Three Kingdoms 2             | Bảng B Vòng 1 BO1             | B1 vs B3    | Sân khấu 3 Annex |
| Thứ 4 27 tháng 9    | 10:10-11:00 | Dream Three Kingdoms 2             | Bảng C Vòng 1 BO1             | C1 vs C3    | Sân khấu 4 Annex |
| Thứ 4 27 tháng 9    | 11:10-12:00 | Dream Three Kingdoms 2             | Bảng A Vòng 1 BO1             | A2 vs A3    | Sân khấu 1 Annex |
| Thứ 4 27 tháng 9    | 11:10-12:00 | Dream Three Kingdoms 2             | Bảng B Vòng 1 BO1             | B2 vs B3    | Sân khấu 3 Annex |
| Thứ 4 27 tháng 9    | 11:10-12:00 | Dream Three Kingdoms 2             | Bảng C Vòng 1 BO1             | C2 vs C3    | Sân khấu 4 Annex |
| Thứ 4 27 tháng 9    | 14:00-14:30 | Street Fighter V: Champion Edition | Nhánh thua Vòng 7 BO3         | 1 trận      | Sân khấu chính   |
| Thứ 4 27 tháng 9    | 14:50-15:20 | Street Fighter V: Champion Edition | Nhánh thắng Chung kết BO3     | 1 trận      | Sân khấu chính   |
| Thứ 4 27 tháng 9    | 14:00-17:00 | Liên Minh Huyền Thoại              | Bán kết BO3                   | 1 trận      | Sân khấu 1 Annex |
| Thứ 4 27 tháng 9    | 14:00-17:00 | Liên Minh Huyền Thoại              | Bán kết BO3                   | 1 trận      | Sân khấu 2 Annex |
| Thứ 4 27 tháng 9    | 14:00-17:00 | PUBG Mobile                        | Vòng loại BO4                 | 1 2 3 4     | Sân khấu 3 Annex |
| Thứ 4 27 tháng 9    | 19:00-20:15 | EA Sports FC Online                | Nhánh thua Chung kết BO3      | 1 trận      | Sân khấu chính   |
| Thứ 4 27 tháng 9    | 20:30-21:45 | EA Sports FC Online                | Chung kết BO3                 | 1 trận      | Sân khấu chính   |
| Thứ 5 28 tháng 9    | 9:00-12:00  | Liên Minh Huyền Thoại              | Bán kết BO3                   | 1 trận      | Sân khấu chính   |
| Thứ 5 28 tháng 9    | 9:00-12:00  | Dream Three Kingdoms 2             | Tứ kết BO3                    | 1 trận      | Sân khấu 1 Annex |
| Thứ 5 28 tháng 9    | 9:00-12:00  | Dream Three Kingdoms 2             | Tứ kết BO3                    | 1 trận      | Sân khấu 2 Annex |
| Thứ 5 28 tháng 9    | 9:00-12:00  | PUBG Mobile                        | Vòng loại (Bảng A) BO4        | A1 A2 A3 A4 | Sân khấu 3 Annex |
| Thứ 5 28 tháng 9    | 9:00-12:00  | PUBG Mobile                        | Vòng loại (Bảng B) BO4        | B1 B2 B3 B4 | Sân khấu 4 Annex |
| Thứ 5 28 tháng 9    | 14:00-17:00 | Liên Minh Huyền Thoại              | Bán kết BO3                   | 1 trận      | Sân khấu chính   |
| Thứ 5 28 tháng 9    | 14:00-17:00 | Dream Three Kingdoms 2             | Tứ kết BO3                    | 1 trận      | Sân khấu 1 Annex |
| Thứ 5 28 tháng 9    | 14:00-17:00 | Dream Three Kingdoms 2             | Tứ kết BO3                    | 1 trận      | Sân khấu 2 Annex |
| Thứ 5 28 tháng 9    | 14:00-17:00 | PUBG Mobile                        | Vòng loại (Bảng C) BO4        | C1 C2 C3 C4 | Sân khấu 3 Annex |
| Thứ 5 28 tháng 9    | 14:00-17:00 | PUBG Mobile                        | Vòng loại (Bảng D) BO4        | D1 D2 D3 D4 | Sân khấu 4 Annex |
| Thứ 5 28 tháng 9    | 19:00-22:00 | PUBG Mobile                        | Vòng loại thứ 2 (Bảng A) BO4  | A1 A2 A3 A4 | Sân khấu 2 Annex |
| Thứ 5 28 tháng 9    | 19:00-22:00 | PUBG Mobile                        | Vòng loại thứ 2 (Bảng B) BO4  | B1 B2 B3 B4 | Sân khấu 3 Annex |
| Thứ 5 28 tháng 9    | 19:00-22:00 | PUBG Mobile                        | Vòng loại thứ 2 (Bảng C) BO4  | C1 C2 C3 C4 | Sân khấu 4 Annex |
| Thứ 5 28 tháng 9    | 19:00-19:30 | Street Fighter V: Champion Edition | Nhánh thua Chung kết BO3      | 1 trận      | Sân khấu chính   |
| Thứ 5 28 tháng 9    | 19:50-20:20 | Street Fighter V: Champion Edition | Chung kết BO3                 | 1 trận      | Sân khấu chính   |
| Thứ 6 29 tháng 9    | 9:00-12:00  | Dream Three Kingdoms 2             | Bán kết BO3                   | 1 trận      | Sân khấu chính   |
| Thứ 6 29 tháng 9    | 9:00-12:00  | Dream Three Kingdoms 2             | Bán kết BO3                   | 1 trận      | Sân khấu 3 Annex |
| Thứ 6 29 tháng 9    | 9:00-12:00  | PUBG Mobile                        | Nhánh thua BO4                | 1 trận      | Sân khấu 1 Annex |
| Thứ 6 29 tháng 9    | 9:00-12:00  | PUBG Mobile                        | Nhánh thua BO4                | 1 trận      | Sân khấu 2 Annex |
| Thứ 6 29 tháng 9    | 14:00-17:00 | Liên Minh Huyền Thoại              | Huy chương đồng BO3           | 1 trận      | Sân khấu chính   |
| Thứ 6 29 tháng 9    | 14:00-17:00 | PUBG Mobile                        | Nhánh thua BO4                | 1 trận      | Sân khấu 1 Annex |
| Thứ 6 29 tháng 9    | 14:00-17:00 | PUBG Mobile                        | Nhánh thua BO4                | 1 trận      | Sân khấu 2 Annex |
| Thứ 6 29 tháng 9    | 14:00-15:00 | DOTA2                              | Bảng A Vòng 1 BO1             | A1 vs A2    | Sân khấu 3 Annex |
| Thứ 6 29 tháng 9    | 14:00-15:00 | DOTA2                              | Bảng A Vòng 1 BO1             | A3 vs A4    | Sân khấu 4 Annex |
| Thứ 6 29 tháng 9    | 15:00-16:00 | DOTA2                              | Bảng A Vòng 2 BO1             | A1 vs A3    | Sân khấu 3 Annex |
| Thứ 6 29 tháng 9    | 15:00-16:00 | DOTA2                              | Bảng A Vòng 2 BO1             | A2 vs A4    | Sân khấu 4 Annex |
| Thứ 6 29 tháng 9    | 16:00-17:00 | DOTA2                              | Bảng A Vòng 3 BO1             | A1 vs A4    | Sân khấu 3 Annex |
| Thứ 6 29 tháng 9    | 16:00-17:00 | DOTA2                              | Bảng A Vòng 3 BO1             | A2 vs A3    | Sân khấu 4 Annex |
| Thứ 6 29 tháng 9    | 19:00-20:00 | DOTA2                              | Bảng B Vòng 1 BO1             | B1 vs B2    | Sân khấu 3 Annex |
| Thứ 6 29 tháng 9    | 19:00-20:00 | DOTA2                              | Bảng C Vòng 1 BO1             | C1 vs C2    | Sân khấu 4 Annex |
| Thứ 6 29 tháng 9    | 20:00-21:00 | DOTA2                              | Bảng B Vòng 1 BO1             | B1 vs B3    | Sân khấu 3 Annex |
| Thứ 6 29 tháng 9    | 20:00-21:00 | DOTA2                              | Bảng C Vòng 1 BO1             | C1 vs C3    | Sân khấu 4 Annex |
| Thứ 6 29 tháng 9    | 21:00-22:00 | DOTA2                              | Bảng B Vòng 1 BO1             | B2 vs B3    | Sân khấu 3 Annex |
| Thứ 6 29 tháng 9    | 21:00-22:00 | DOTA2                              | Bảng C Vòng 1 BO1             | C2 vs C3    | Sân khấu 4 Annex |
| Thứ 7 30 tháng 9    | 9:00-12:00  | PUBG Mobile                        | Bán kết BO4                   | 1 trận      | Sân khấu chính   |
| Thứ 7 30 tháng 9    | 14:00-17:00 | DOTA2                              | Tứ kết BO3                    | 1 trận      | Sân khấu 3 Annex |
| Thứ 7 30 tháng 9    | 14:00-17:00 | DOTA2                              | Tứ kết BO3                    | 1 trận      | Sân khấu 4 Annex |
| Thứ 7 30 tháng 9    | 14:00-17:00 | PUBG Mobile                        | Bán kết BO4                   | 1 trận      | Sân khấu 1 Annex |
| Thứ 7 30 tháng 9    | 14:00-17:00 | Dream Three Kingdoms 2             | Huy chương đồng BO3           | 1 trận      | Sân khấu chính   |
| Thứ 7 30 tháng 9    | 19:00-22:00 | DOTA2                              | Tứ kết BO3                    | 1 trận      | Sân khấu 3 Annex |
| Thứ 7 30 tháng 9    | 19:00-22:00 | DOTA2                              | Tứ kết BO3                    | 1 trận      | Sân khấu 4 Annex |
| Thứ 7 30 tháng 9    | 19:00-21:45 | Dream Three Kingdoms 2             | Chung kết BO3                 | 1 trận      | Sân khấu chính   |
| Chủ nhật 1 tháng 10 | 9:00-12:00  | DOTA2                              | Bán kết BO3                   | 1 trận      | Sân khấu chính   |
| Chủ nhật 1 tháng 10 | 14:00-17:00 | DOTA2                              | Bán kết BO3                   | 1 trận      | Sân khấu chính   |
| Chủ nhật 1 tháng 10 | 19:00-21:45 | PUBG Mobile                        | Chung kết BO4                 | 1 trận      | Sân khấu chính   |
| Thứ 2 2 tháng 10    | 14:00-17:00 | DOTA2                              | Huy chương Đồng BO3           | 1 trận      | Sân khấu chính   |
| Thứ 2 2 tháng 10    | 19:00-21:45 | DOTA2                              | Chung kết BO3                 | 1 trận      | Sân khấu chính   |

## Danh sách huy chương
| Nội dung                                  | Vàng | Bạc | Đồng |
| ----------------------------------------- | --- | --- | --- |
| Liên Minh Huyền Thoại (League of Legends) | Hàn Quốc · Choi Woo-je · Seo Jin-hyeok · Lee Sang-hyeok · Jung Ji-hoon · Park Jae-hyeok · Ryu Min-seok  | Đài Bắc Trung Hoa · Su Chia-hsiang · Xu Shih-chieh · Hung Hao-hsuan · Chu Chun-lan · Chiu Tzu-chuan · Hu Shuo-chieh     | Trung Quốc · Chen Zebin · Zhao Lijie · Peng Lixun · Zhuo Ding · Zhao Jiahao · Tian Ye                                                   |
| Liên Quân Mobile (Arena of Valor)         | Trung Quốc · Xu Bicheng · Sun Linwei · Luo Siyuan · Lin Heng · Jiang Tao · Chi Xiaoming                 | Malaysia · Lai Chia Chien · Nicholas Ng Khai Shuan · Ong Jun Yang · Eng Jun Hao · Yong Zhan Quan · Chong Han Hui        | Thái Lan · Vatcharanan Thaworn · Anusak Manpdong · Kawee Wachiraphas · Sorawat Boonphrom · Chayut Suebka                                |
| EA Sports FC Online                       | Teedech Songsaisakul · Thái Lan                                                                         | Phatanasak Varanan · Thái Lan                                                                                           | Kwak Jun-hyouk · Hàn Quốc |
| Street Fighter V                          | Kim Kwan-woo · Hàn Quốc                                                                                 | Hsiang Yu-lin · Đài Bắc Trung Hoa                                                                                       | Lin Li-Wei · Đài Bắc Trung Hoa |
| Dream Three Kingdoms 2                    | Trung Quốc · Cheng Long · Cheng Hu · Fu Haojie · Yao Xing · Zhou Ke · Guo Runmin                        | Hồng Kông · Law Hing Lung · Chan Cheuk Kit · Yip Ho Lam · Yuen Pak Lam · Yip Wai Lam                                    | Thái Lan · Chatchapon Chanthorn · Werit Popan · Attakit Samattakitwanich · Walunchai Sukarin · Teerapat Supasdetch · Pachara Thong Eiam |
| PUBG Mobile                               | Trung Quốc · Zhu Bocheng · Zhang Jianhui · Liu Yunyu · Huang Can · Chen Yumeng                          | Hàn Quốc · Park Sang-cheol · Kwon Soon-bin · Kim Dong-hyeon · Kim Sung-hyun · Choi Young-jae                            | Đài Bắc Trung Hoa · Wang Chin-hung · Chiang Chien-ting · Wang Bo-zhi · Chen Hung-ming · Tsai Cheng-fu                                   |
| DOTA 2                                    | Trung Quốc · Wang Chunyu · Lu Yao · Yang Shenyi · Zhao Zixing · Yu Yajun · Xiong Jiahan · Chinese Crowd | Mông Cổ · Bilguun Altanginj · Sukhbat Otgondavaa · Munkh-Erdene Battsooj · Batbayasgalan Narankhand · Tugstur Dashzevge | Malaysia · Chan Kok Hong · Cheng Jin Xiang · Ng Wei Poong · Thiay Jun Wen · Tue Soon Chuan · Yap Jian Wei                               |

## Bảng tổng sắp huy chương
| Hạng               | Đoàn                    | Vàng | Bạc | Đồng | Tổng số |
| ------------------ | ----------------------- | ---- | --- | ---- | ------- |
| 1                  | Trung Quốc (CHN)        | 4    | 0   | 1    | 5       |
| 2                  | Hàn Quốc (KOR)          | 2    | 1   | 1    | 4       |
| 3                  | Thái Lan (THA)          | 1    | 1   | 2    | 4       |
| 4                  | Đài Bắc Trung Hoa (TPE) | 0    | 2   | 2    | 4       |
| 5                  | Malaysia (MAS)          | 0    | 1   | 1    | 2       |
| 6                  | Hồng Kông (HKG)         | 0    | 1   | 0    | 1       |
| 6                  | Mông Cổ (MGL)           | 0    | 1   | 0    | 1       |
| Tổng số (7 đơn vị) | Tổng số (7 đơn vị)      | 7    | 7   | 7    | 21      |

## Road to Asian Games 2022
Một giải đấu dùng để xét điều kiện tham gia gọi là AESF Road to Asian Games 2022 (Đường đến Đại hội thể thao châu Á 2022) được tổ chức tại Ma Cao, Trung Quốc từ ngày 15 tháng 6 đến ngày 15 tháng 7 cho tất cả 7 bộ môn. Kết quả của giải đấu sẽ được sử dụng để xác định trước việc phân chia những quốc gia tham dự và không có quốc gia nào bị loại thông qua giải đấu này.
Hàn Quốc và Nhật Bản không tham gia giải đấu này.
Vì một số lý do, đội tuyển Liên Minh Huyền Thoại Việt Nam đã không kịp hoàn thành các thủ tục để tham dự giải đấu này. Theo thông báo từ ban tổ chức AESF Road to Asian Games 2022, đội tuyển Liên Minh Huyền Thoại Việt Nam được xếp vào nhóm 3 - khu vực Đông Nam Á. Việc vắng mặt ở AESF Road to Asian Games 2022 sẽ ảnh hưởng trực tiếp đến vị thế cũng như việc phân chia bảng đấu của đội tuyển Liên Minh Huyền Thoại Việt Nam tại Đại hội Thể thao châu Á 2022.